# Pietro Ruffino
Pietro Ruffino (zm. ok. 1132) – włoski kardynał.

## Życiorys
Pochodził z Bolonii lub Pizy i był krewnym papieża Paschalisa II, jednak nominację kardynalską otrzymał dopiero od jego następcy Gelazjusza II na konsystorzu 9 marca 1118. Początkowo był kardynałem diakonem S. Adriano, jednak w marcu 1123 papież Kalikst II mianował go kardynałem prezbiterem Santi Silvestro e Martino ai Monti. W trakcie papieskiej elekcji 1130 był członkiem komisji elektorskiej, która dokonała wyboru Innocentego II; większość kardynałów nie uznała tego werdyktu i obrała antypapieża Anakleta II. Podpisywał bulle papieskie między 13 września 1118 a 5 grudnia 1131.